# 莫徳恵
莫 徳恵（ばく とくけい）は中華民国の政治家。初めは北京政府、奉天派に属し、後に国民政府に転じた。字は柳沈。満洲族、莫特哈利氏。署名は柳園。祖籍は吉林将軍管轄区阿勒楚喀副都統管轄区双城堡（現在の黒竜江省ハルビン市双城区）。

## 事跡
1907年（光緒34年）、天津北洋高等巡警学堂に入学する。3年後に卒業して、浜江（現在のハルビン）巡警局局長、双城県知事を歴任した。
中華民国成立後の1913年（民国2年）、衆議院議員に当選する。1917年（民国6年）12月、吉林省官産処処長となる。1922年（民国11年）、東三省保安司令部諮議となり、さらに省立東北大学校長もつとめた。1925年（民国14年）3月、蒙蔵院副総裁に任命され、5月には農商部次長となる。翌年4月、張作霖から奉天省省長に任命された。1927年（民国16年）10月、潘復内閣の農工総長に任命され、翌年6月の北京政府崩壊までその任にあった。
国民政府成立後の1929年（民国18年）1月、東北政務委員会委員兼中東鉄路（東清鉄道）督弁に任じられた。翌年、中ソ交渉において中国側首席全権代表を務めている。1938年（民国27年）以降、4期にわたって国民参政会参政員となる。1941年（民国30年）、川康建設期成会西昌弁事処主任に任じられた。1946年（民国35年）1月、中国政治協商会議（旧政協）に出席する。その後も行憲国民大会代表、憲政督導委員会会長などを歴任した。
国共内戦で中国国民党が敗北すると、莫徳恵も台湾に逃れた。1954年（民国43年）9月、考試院長に就任し、1966年（民国55年）8月までその地位にあった。この他にも、引き続き国民大会代表となり、また、総統府資政、光復大陸設計研究委員会副主任委員などを歴任している。
1968年（民国57年）4月17日、台北市で死去。享年86（満85歳）。